# Great Lakes XTBG-1
Great Lakes XTBG-1 – prototypowy, amerykański, pokładowy samolot torpedowo-bombowy. Ostatnia maszyna zaprojektowana i wybudowana w wytwórni Great Lakes Aircraft Company, jak również ostatni bombowiec torpedowy w układzie dwupłata zamówiony przez United States Navy.

## Historia

### Geneza
Na początku lat 30. XX wieku, na pokładach amerykańskich lotniskowców, zadania uderzeniowe realizowały dwa typy maszyn. Pierwszą grupę reprezentowały samoloty torpedowe, a drugą bombowce nurkujące. W pierwszej połowie lat 30. United States Navy intensywnie rozwijała techniki bombardowania w locie nurkowym, wiążąc z tą techniką większe nadzieję niż z atakiem przy użyciu torped. Przykładem tego typu strategii był zwodowany w 1933 roku lotniskowiec „Ranger”, którego projekt nie przewidywał umieszczenia na pokładzie samolotów torpedowych, a we wnętrzu okrętu nie było magazynów torped. W drugiej połowie lat 30. strategia wykorzystania samolotów torpedowych uległa zmianie. Wraz z zamówieniem nowych lotniskowców „Yorktown” i bliźniaczego „Enterprise”, których grupy lotnicze miały składać się z czterech eskadr – Bombing Squadron (bombowej), Fighting Squadron (myśliwskiej), Scouting Squadron (rozpoznawczo-bombowej), kolejną miała być eskadra torpedowa – Torpedo Squadron.

### Konkurs
Aby sprostać nowym wymaganiom, 30 czerwca 1934 roku Biuro ds. Lotnictwa US Navy (Bureau of Aeronautics – BuAer) wydało specyfikacje nr SD-119-3, która opisywała wymagania techniczne, jakie powinien spełniać nowy, pokładowy samolot torpedowo-bombowy (torpedo – bomber/TB). Oczekiwano, iż nowa konstrukcja napędzana będzie pojedynczym silnikiem gwiazdowym Pratt & Whitney R-1830-60 Twin Wasp. Załogę miały stanowić trzy osoby, pilot, bombardier i radiooperator, pełniący równolegle funkcję strzelca pokładowego. Maszyna powinna być zdolna do przenoszenia pojedynczej torpedy lotniczej Mk XIII lub trzech bomb o masie 227 kg każda. Nowa konstrukcja miała zastąpić starsze samoloty Martin T4M-1 oraz ich licencyjną wersję Great Lakes TG-1/2. Swoje projekty zgłosiło dwóch producentów lotniczych. Douglas Aircraft Company oraz Great Lakes Aircraft Company. Projekt Douglasa zaowocował nowoczesnym, jednopłatowym Douglas TBD Devastator, który ostatecznie wygrał rywalizację. Z kolei Great Lakes Aircraft Company zaprojektowała zdecydowanie bardziej konserwatywną, jak na czasy swojego powstania konstrukcje, dwupłatową maszynę. BuAer zamówiło wybudowanie prototypów obydwu samolotów. Obawiano się, iż samolot jednopłatowy, o dużo większej prędkości lądowania, nie będzie w stanie wylądować na ograniczonym rozmiarowo pokładzie lotniskowca. W przypadku takiego scenariusza, dysponowano by dwupłatowym samolotem Great Lakes Aircraft.

### Projekt
Great Lakes Aircraft zaprojektowała maszynę dwupłatową, ale wyposażoną w nowe rozwiązania, jakimi były zakryta kabina oraz chowane podwozie typu Grumman. Wytwórnia sięgnęła po sprawdzony projekt swojego pokładowego bombowca Great Lakes BG-1. Nowa konstrukcja była jego wersją, powiększoną o około 15%. Prototyp XTBG-1 (BuNo 9723) do swojego pierwszego lotu wzbił się 20 sierpnia 1935 roku. W tym samym roku samolot trafił do bazy Naval Air Station Anacostia, gdzie pod nadzorem US Navy rozpoczęto jego badania w locie. Testy wykazały, że samolot ma gorsze właściwości w locie i osiągi niż konkurencyjny XTBD-1, późniejszy TBD Devastator. Po pobycie w Anacosti samolot trafił do ośrodka National Advisory Committee for Aeronautics Langley Memorial Aeronautical Laboratory w Wirginii, a następnie do bazy marynarki Norfolk. W Norfolk, maszyna uległa rozbiciu podczas swojego pierwszego lotu próbnego. 16 stycznia 1936 roku Bureau of Aeronautics oficjalnie wybrało konstrukcję Douglasa jako samolot, który będzie stanowił trzon amerykańskich eskadr torpedowych. W konsekwencji Great Lakes Aircraft zaprzestało dalszego rozwijania projektu.

## Konstrukcja
Great Lakes XTBG-1 był trzymiejscowym zastrzałowym dwupłatem o konstrukcji metalowej. Połskorupowy kadłub pokryty był blachą duraluminiową, skrzydła i usterzenie były pokryte płótnem. Załoga umieszczona była w krytych kabinach jedna za drugą. Pierwsze stanowisko, tuż za silnikiem, zajmował bombardier. Jego kabina znajdowała się poniżej kabiny pilota i radiooperatora/strzelca. Maszyna napędzana była rekomendowanym przez Bureau of Aeronautics gwiazdowym silnikiem Pratt & Whitney R-1830-60 Twin Wasp z trójłopatowym, przestawialnym, metalowym śmigłem Hamilton Standard. Samolot wyposażony był w chowane podwozie główne, które wciągano do odkrytych wnęk znajdujących się w kadłubie oraz stałe kółko ogonowe. Uzbrojenie samolotu stanowiły dwa karabiny maszynowe M2 kalibru 7,62 mm. Jedne z nich, ruchomy, obsługiwany był przez strzelca/radiooperatora. Drugi, zamontowany na stałe, przez pilota samolotu. W komorze torpedowo bombowej, maszyna mogła przenosić pojedynczą torpedę lub bomby o masie do 454 kg.